# Matheus Song
Matheus Richter Song (Joinville, 21 de outubro de 1994) é um modelo, administrador, empreendedor e mister que ganhou notoriedade após ter obtido o título nacional de Mister Brasil 2017. Matheus é o primeiro e até então, único descendente de orientais a vencer uma competição nacional masculina deste tipo, considerado algo inédito no meio. Além disso, foi o primeiro representante do Estado de Santa Catarina - apesar de representar a região turística do "Caminho dos Príncipes" - a conquistar o concurso. Ele possui ascendência coreana por parte de pai (Kwan il Song) e alemã pela mãe (Elisabet Richter).[carece de fontes?]

## Biografia
Filho de comerciantes, Matheus conheceu o mercado de trabalho logo cedo. Sempre gostou de estar nas lojas aprendendo na prática a lidar com o público, o poder da imagem e noções de administração. A união familiar fez com que também desenvolvesse seus valores e descobrisse a importância do trabalho voluntário.
Trabalha como consultor de moda e modelo e formou-se na faculdade de Administração de Empresas na Universidade da Região de Joinville (Univille) em 2017. Em sua adolescência fez intercâmbio na Nova Zelândia, o que lhe garantiu vivência na língua inglesa. Matheus é faixa preta em Taekwondo, mas tem o futebol como parte dos seus hobbies, assim como o surf.
Matheus é casado com Francielli Maciel Song e tem uma filha chamada Lara de 3 anos de idade. Ele também é irmão da youtuber Daniela Song, do canal "Glitter Total". Ele tem mais uma irmã, Carolina Song e uma prima-irmã, Fernanda Richter.

## Concursos

### Mister Brasil
Após obter o segundo lugar e ser indicado pelo coordenador Estadual Luiz Bozzano como representante da região turística do "Caminho dos Príncipes", Song disputou o título com outros quarenta e um (41) candidatos no Hotel do Bosque, em Angra dos Reis no dia 12 de agosto de 2017. Um dia antes da final, durante a disputa da etapa preliminar Top Model recebe a premiação especial de "Modelo Revelação 40°" do renomado fotógrafo e proprietário da agência de modelos 40°, Sérgio Mattos. Além de se destacar e vencer a competição, Song ainda foi o quarto candidato mais votado na etapa Popularidade, além de ter vencido as etapas Moda Noite e Top Model, conquistando também o título de Mister Elegância.

### Mister Supranational
Considerado favorito entre os principais sites e fóruns de discussão sobre concursos de beleza, como o Missosology, Global Beauties, entre outros, Song disputou o concurso entre os dias 27 de Novembro e 3 de Dezembro. Algumas etapas eliminatórias do concurso ocorreram em Poprad, na Eslováquia e outras na cidade anfitriã da final do concurso, Krynica-Zdrój na Polônia. Na final televisiva, Song ficou em 3º lugar, perdendo o título para o espanhol Alejandro Cifo, segundo colocado e o Mister da Venezuela, Gabriel Correa, que conquistou o título. Após o show, prêmios especiais foram entregues e Matheus conquistou o título de "Mister Supranational Top Model", o candidato com o melhor perfil modelo da competição. Além disso, foi o terceiro mais votado na enquete online promovida pelo fórum "Missosology", o terceiro mais elegante votado pelas candidatas do Miss Supranational 2017 e o sexto melhor no desfile de roupa casual do concurso.

## Resumo de Competições
| Concurso                                            | Representou           | Ano  |
| --------------------------------------------------- | --------------------- | ---- |
| Mister Joinville (Indicado)                         | -                     | 2017 |
| Mister Santa Catarina (2º. Lugar)                   | Joinville             | 2017 |
| Mister Brasil (Vencedor)                            | Caminho dos Príncipes | 2017 |
| Mister Supranational (3º. Lugar & Mister Top Model) | Brasil                | 2017 |